# 1. Fußball-Club Köln 01/07 2024-2025 (calcio femminile)
Questa voce raccoglie le informazioni riguardanti il 1. Fußball-Club Köln 01/07  nelle competizioni ufficiali della stagione calcistica 2024-2025.

## Divise e sponsor
La tenuta di gioco ripropone la grafica adottata dalla squadra maschile del Colonia. Main sponsor, differentemente dalla compagine maschile, era Telekom Deutschland, presente con il caratteristico marchio T sul fronte maglia, quello tecnico, fornitore dell'abbigliamento sportivo, era Hummel.
| Casa | Trasferta | Terza divisa |

## Organigramma societario
Tratto dal sito societario:
- Allenatore: Daniel Weber (dal 1º luglio 2024 al 20 novembre 2024)
- Allenatore: Jacqueline Dünker (ad interim, dal 21 novembre 2024 al 31 dicembre 2024)
- Allenatore: Britta Carlson (dal 1º gennaio 2025)
- Allenatori in seconda: Jacqueline Dünker, Noah Eberhardt
- Allenatore dei portieri: Marc Ernzer
- Preparatore atletico: Maximilian Goller
- Team Manager: Sebastian Kirschbaum
- Fisioterapisti: Michael Bröckelmann, Inga Wester

## Rosa
Rosa, ruoli e numeri di maglia come da sito ufficiale, aggiornati al 18 giugno 2025.
| N. |                     | Ruolo | Calciatrice             |
| -- | ------------------- | ----- | ----------------------- |
| 1  | Austria (bandiera)  | P     | Jasmin Pal              |
| 4  | Slovenia (bandiera) | D     | Sara Agrež              |
| 5  | Austria (bandiera)  | D     | Celina Degen (capitano) |
| 6  | Germania (bandiera) | C     | Lotta Cordes            |
| 7  | Germania (bandiera) | A     | Anna-Lena Stolze        |
| 8  | Germania (bandiera) | C     | Laura Vogt              |
| 9  | Polonia (bandiera)  | C     | Adriana Achcińska       |
| 10 | Francia (bandiera)  | A     | Amélie Delabre          |
| 11 | Svizzera (bandiera) | C     | Alena Bienz             |
| 12 | Germania (bandiera) | P     | Paula Hoppe             |
| 14 | Germania (bandiera) | D     | Carlotta Imping         |
| 15 | Germania (bandiera) | D     | Amelie Bohnen           |
| 16 | Germania (bandiera) | C     | Lilith Schmidt          |

| N. |                        | Ruolo | Calciatrice         |
| -- | ---------------------- | ----- | ------------------- |
| 17 | Austria (bandiera)     | A     | Nicole Billa        |
| 18 | Stati Uniti (bandiera) | C     | Taylor Ziemer       |
| 19 | Ungheria (bandiera)    | A     | Dóra Zeller         |
| 20 | Polonia (bandiera)     | D     | Sylwia Matysik      |
| 21 | Germania (bandiera)    | D     | Anna Gerhardt       |
| 22 | Germania (bandiera)    | C     | Julia Schiffarth    |
| 23 | Norvegia (bandiera)    | P     | Aurora Mikalsen     |
| 24 | Germania (bandiera)    | P     | Josefine Osigus     |
| 25 | Germania (bandiera)    | D     | Laura Donhauser     |
| 26 | Polonia (bandiera)     | C     | Martyna Wiankowska  |
| 27 | Austria (bandiera)     | C     | Laura Feiersinger   |
| 28 | Germania (bandiera)    | D     | Janina Hechler      |
| 29 | Germania (bandiera)    | A     | Vanessa Leimenstoll |

## Calciomercato

### Sessione estiva
| Acquisti | Acquisti            | Acquisti         | Acquisti    |
| R.       | Nome                | da               | Modalità    |
| -------- | ------------------- | ---------------- | ----------- |
| D        | Amelie Bohnen       | Sand             | [ 3 ]       |
| D        | Sylwia Matysik      | Bayer Leverkusen | [ 3 ]       |
| C        | Laura Feiersinger   | Roma             | [ 4 ] [ 3 ] |
| C        | Gianna Rackow       | RB Lipsia        | [ 3 ]       |
| C        | Taylor Ziemer       | Twente           | [ 3 ]       |
| A        | Nicole Billa        | Hoffenheim       | [ 3 ]       |
| A        | Vanessa Leimenstoll | Hoffenheim       | [ 3 ]       |
| A        | Anna-Lena Stolze    | Twente           | [ 3 ]       |

| Cessioni | Cessioni         | Cessioni              | Cessioni                       |
| R.       | Nome             | a                     | Modalità                       |
| -------- | ---------------- | --------------------- | ------------------------------ |
| D        | Andrea Gavrić    |                       | svincolata                     |
| D        | Sofie Vendelbo   | AGF                   |                                |
| C        | Sharon Beck      | Werder Brema          | [ 3 ]                          |
| C        | Lena Uebach      |                       | ritirata                       |
| C        | Manjou Wilde     | Braga                 |                                |
| A        | Selina Cerci     | Hoffenheim            | [ 3 ]                          |
| A        | Emma Lattus      | Colonia II            | aggregata alla squadra riserve |
| A        | Meike Meßmer     | Stoccarda             | [ 3 ]                          |
| A        | Natalia Padilla  | Bayern Monaco         | fine prestito                  |
| A        | Marleen Schimmer | RB Lipsia             | [ 3 ]                          |
| A        | Carlotta Wamser  | Eintracht Francoforte | fine prestito                  |

### Sessione invernale
| Acquisti | Acquisti        | Acquisti   | Acquisti |
| R.       | Nome            | da         | Modalità |
| -------- | --------------- | ---------- | -------- |
| P        | Aurora Mikalsen | Brann      | [ 6 ]    |
| A        | Amélie Delabre  | Anderlecht | [ 7 ]    |

| Cessioni | Cessioni | Cessioni | Cessioni |
| R.       | Nome     | a        | Modalità |
| -------- | -------- | -------- | -------- |
|          |          |          |          |

## Risultati

### Frauen-Bundesliga

#### Girone di andata
| Arbitro: | Schwermer (Ballenstedt) |

|                              |           |                 |
| Fudalla 31’ Landenberger 55’ | Marcatori | 50’ Leimenstoll |

| Arbitro: | Michel (Magonza) |

|                          |           |                               |
| Zeller 13’ Achcińska 44’ | Marcatori | 27’ Rieke 82’ (rig.) Kowalski |

| Arbitro: | Heidenreich (Bad Schwartau) |

|                                                           |           |           |
| Popp 27’ Lattwein 45’ Brand 51’ Wilms 68’ Beerensteyn 84’ | Marcatori | 25’ Billa |

| Arbitro: | Söder (Norimberga) |

|  |           |                       |
|  | Marcatori | 9’ Martinez 54’ Zicai |

| Arbitro: | Michel (Magonza) |

|          |           |  |
| Bühl 71’ | Marcatori |  |

| Arbitro: | Westerhoff (Bochum) |

|  |           |                                    |
|  | Marcatori | 48’ Memeti 50’ Cerci 90+3’ Cazalla |

| Arbitro: | Scholz (Lubecca) |

|                         |           |                           |
| Gaißer 49’ Birkholz 65’ | Marcatori | 28’ Achcińska 45’ Hechler |

| Arbitro: | Breier (Zerf) |

|          |           |                       |
| Vogt 21’ | Marcatori | 2’, 25’ (rig.) Kramer |

| Arbitro: | Lutz (Poppenhausen) |

|                                                                                  |           |  |
| Freigang 21’, 30’, 67’ Reuteler 40’, 90’ Wolter 64’ Doorsoun 69’ (rig.) Senß 75’ | Marcatori |  |

| Arbitro: | Westerhoff (Bochum) |

|                   |           |                                               |
| Leimenstoll 90+1’ | Marcatori | 12’ Ulbrich 54’ Schmidt 82’ Pápai 86’ Arfaoui |

| Arbitro: | Schwermer (Ballenstedt) |

|  |           |           |
|  | Marcatori | 60’ Bienz |

#### Girone di ritorno
| Arbitro: | Menzel (Hambrücken) |

|            |           |                                      |
| Ziemer 83’ | Marcatori | 4’ Fudalla 46’ Schimmer 72’ Hoffmann |

| Essen 11 febbraio 2025, ore 18:30 CET 13ª giornata | SGS Essen           | 0 – 0 referto | Colonia | Stadion an der Hafenstraße (11 264 spett.)\| Arbitro: \| Westerhoff (Bochum) \| |
| Arbitro:                                           | Westerhoff (Bochum) |               |         |                                                                                 |

| Colonia 7 febbraio 2025, ore 18:30 CET 14ª giornata | Colonia       | 0 – 0 referto | Wolfsburg | Franz-Kremer-Stadion (2 430 spett.)\| Arbitro: \| Breier (Zerf) \| |
| Arbitro:                                            | Breier (Zerf) |               |           |                                                                    |

| Arbitro: | Boike (Altenstadt) |

|                         |           |  |
| Zicai 59’ Schneider 75’ | Marcatori |  |

| Arbitro: | Wacker (Lehrensteinsfeld) |

|  |           |                                 |
|  | Marcatori | 8’ Simon 31’ Harder 55’ Lohmann |

| Arbitro: | Lutz (Poppenhausen) |

|                                                       |           |            |
| Kaut 11’ Cazalla 33’ (rig.) Cerci 37’, 48’ Dongus 74’ | Marcatori | 14’ Zeller |

| Arbitro: | Söder (Norimberga) |

|  |           |            |
|  | Marcatori | 56’ Reuter |

| Arbitro: | Kost (Schwerte) |

|            |           |            |
| Kramer 54’ | Marcatori | 35’ Ziemer |

| Arbitro: | Westerhoff (Bochum) |

|  |           |                                        |
|  | Marcatori | 6’, 53’ Freigang 16’ Anyomi 90+1’ Senß |

| Arbitro: | Wolf (Wilhelmshaven) |

|            |           |                        |
| Wieder 75’ | Marcatori | 28’ Billa 88’ Gerhardt |

| Arbitro: | Breier (Zerf) |

|                                     |           |  |
| Bienz 23’ Ziemer 40’, 79’ Billa 62’ | Marcatori |  |

### DFB-Pokal der Frauen
| Arbitro: | Westerhoff (Bochum) |

|                                                                                    |                      |                                                                            |
| Aslanaj 48’                                                                        | Marcatori            | 85’ Leimenstoll                                                            |
| Bartsch Van Leeuwe Klensmann Guyens Arici Zielinski Van der Drift Drissen Brietzke | Tiri di rigore 8 – 7 | Feiersinger Hechler Achcińska Bienz Billa Agrež Leimenstoll Gerhardt Degen |

## Statistiche

### Statistiche di squadra
| Competizione         | Punti | In casa | In casa | In casa | In casa | In casa | In casa | In trasferta | In trasferta | In trasferta | In trasferta | In trasferta | In trasferta | Totale | Totale | Totale | Totale | Totale | Totale | DR  |
| Competizione         | Punti | G       | V       | N       | P       | Gf      | Gs      | G            | V            | N            | P            | Gf           | Gs           | G      | V      | N      | P      | Gf     | Gs     | DR  |
| -------------------- | ----- | ------- | ------- | ------- | ------- | ------- | ------- | ------------ | ------------ | ------------ | ------------ | ------------ | ------------ | ------ | ------ | ------ | ------ | ------ | ------ | --- |
| Frauen-Bundesliga    | 18    | 11      | 1       | 2       | 8       | 9       | 24      | 11           | 2            | 3            | 6            | 9            | 27           | 22     | 3      | 5      | 14     | 18     | 51     | -33 |
| DFB-Pokal der Frauen | -     | -       | -       | -       | -       | -       | -       | 1            | 0            | 1            | 0            | 1            | 1            | 1      | 0      | 1      | 0      | 1      | 1      | 0   |
| Totale               | -     | 11      | 1       | 2       | 8       | 9       | 24      | 12           | 2            | 4            | 6            | 10           | 28           | 23     | 3      | 6      | 14     | 19     | 52     | -33 |

### Andamento in campionato
| Giornata  | 1 | 2 | 3 | 4 | 5 | 6 | 7 | 8 | 9 | 10 | 11 | 12 | 13 | 14 | 15 | 16 | 17 | 18 | 19 | 20 | 21 | 22 |
| --------- | - | - | - | - | - | - | - | - | - | -- | -- | -- | -- | -- | -- | -- | -- | -- | -- | -- | -- | -- |
| Luogo     | T | C | T | C | T | C | T | C | T | C  | T  | C  | T  | C  | T  | C  | T  | C  | T  | C  | T  | C  |
| Risultato | P | N | P | P | P | P | N | P | P | P  | V  | P  | N  | N  | P  | P  | P  | P  | N  | P  | V  | V  |
| Posizione |   |   |   |   |   |   |   |   |   |    |    |    | 10 | 10 | 10 | 10 | 10 | 11 | 11 | 11 | 10 | 10 |

Legenda:

Luogo: C = Casa; T = Trasferta. Risultato: V = Vittoria; N = Pareggio; P = Sconfitta.

### Statistiche delle giocatrici
| Giocatore      | Frauen-Bundesliga | Frauen-Bundesliga | Frauen-Bundesliga | Frauen-Bundesliga | DFB-Pokal der Frauen | DFB-Pokal der Frauen | DFB-Pokal der Frauen | DFB-Pokal der Frauen | Totale   | Totale | Totale      | Totale     |
| Giocatore      | Presenze          | Reti              | Ammonizioni       | Espulsioni        | Presenze             | Reti                 | Ammonizioni          | Espulsioni           | Presenze | Reti   | Ammonizioni | Espulsioni |
| -------------- | ----------------- | ----------------- | ----------------- | ----------------- | -------------------- | -------------------- | -------------------- | -------------------- | -------- | ------ | ----------- | ---------- |
| A. Achcińska   | 22                | 2                 | 4                 | 0                 | 1                    | 0                    | 1                    | 0                    | 23       | 2      | 5           | 0          |
| S. Agrež       | 10                | 0                 | 1                 | 0                 | 1                    | 0                    | 0                    | 0                    | 11       | 0      | 1           | 0          |
| A. Bienz       | 21                | 2                 | 3                 | 0                 | 1                    | 0                    | 1                    | 0                    | 22       | 2      | 4           | 0          |
| N. Billa       | 18                | 3                 | 0                 | 0                 | 1                    | 0                    | 0                    | 0                    | 19       | 3      | 0           | 0          |
| A. Bohnen      | -                 | -                 | -                 | -                 | -                    | -                    | -                    | -                    | -        | -      | -           | -          |
| L. Cordes      | 9                 | 0                 | 0                 | 0                 | -                    | -                    | -                    | -                    | 9        | 0      | 0           | 0          |
| C. Degen       | 8                 | 0                 | 1                 | 0                 | 1                    | 0                    | 1                    | 0                    | 9        | 0      | 2           | 0          |
| A. Delabre     | 2                 | 0                 | 0                 | 0                 | -                    | -                    | -                    | -                    | 2        | 0      | 0           | 0          |
| L. Donhauser   | 19                | 0                 | 3                 | 0                 | -                    | -                    | -                    | -                    | 19       | 0      | 3           | 0          |
| C. Elsen       | -                 | -                 | -                 | -                 | 0                    | 0                    | 0                    | 0                    | 0        | 0      | 0           | 0          |
| L. Feiersinger | 22                | 0                 | 2                 | 0                 | 1                    | 0                    | 0                    | 0                    | 23       | 0      | 2           | 0          |
| A. Gerhardt    | 19                | 1                 | 3                 | 0                 | 1                    | 0                    | 0                    | 0                    | 20       | 1      | 3           | 0          |
| J. Hechler     | 16                | 1                 | 3                 | 0                 | 1                    | 0                    | 0                    | 0                    | 17       | 1      | 3           | 0          |
| P. Hoppe       | 9                 | -22               | 0                 | 0                 | 1                    | -1                   | 0                    | 0                    | 10       | -23    | 0           | 0          |
| C. Imping      | 10                | 0                 | 0                 | 0                 | 1                    | 0                    | 0                    | 0                    | 11       | 0      | 0           | 0          |
| V. Leimenstoll | 19                | 2                 | 3                 | 0                 | 1                    | 1                    | 0                    | 0                    | 20       | 3      | 3           | 0          |
| S. Matysik     | 15                | 0                 | 1                 | 0                 | 1                    | 0                    | 0                    | 0                    | 16       | 0      | 1           | 0          |
| A. Mikalsen    | 7                 | -11               | 1                 | 0                 | -                    | -                    | -                    | -                    | 7        | -11    | 1           | 0          |
| J. Osigus      | 6                 | -18               | 0                 | 0                 | 0                    | 0                    | 0                    | 0                    | 6        | -18    | 0           | 0          |
| J. Pal         | 1                 | 0                 | 0                 | 0                 | -                    | -                    | -                    | -                    | 1        | 0      | 0           | 0          |
| L. Palm        | -                 | -                 | -                 | -                 | -                    | -                    | -                    | -                    | -        | -      | -           | -          |
| L. Schmidt     | 4                 | 0                 | 0                 | 0                 | 0                    | 0                    | 0                    | 0                    | 4        | 0      | 0           | 0          |
| A-L. Stolze    | 1                 | 0                 | 0                 | 0                 | -                    | -                    | -                    | -                    | 1        | 0      | 0           | 0          |
| L. Vogt        | 19                | 1                 | 5                 | 0                 | 1                    | 0                    | 0                    | 0                    | 20       | 1      | 5           | 0          |
| M. Wiankowska  | 16                | 0                 | 3                 | 0                 | -                    | -                    | -                    | -                    | 16       | 0      | 3           | 0          |
| D. Zeller      | 18                | 2                 | 1                 | 0                 | 1                    | 0                    | 0                    | 0                    | 19       | 2      | 1           | 0          |
| T.M. Ziemer    | 22                | 4                 | 1                 | 0                 | -                    | -                    | -                    | -                    | 22       | 4      | 1           | 0          |